# Либенау (Гессен)
Либенау (нем. Liebenau) — город в Германии, в земле Гессен. Подчинён административному округу Кассель. Входит в состав района Кассель. Население составляет 3337 человек (на 31 декабря 2010 года). Занимает площадь 48,87 км². Официальный код — 06 6 33 016.

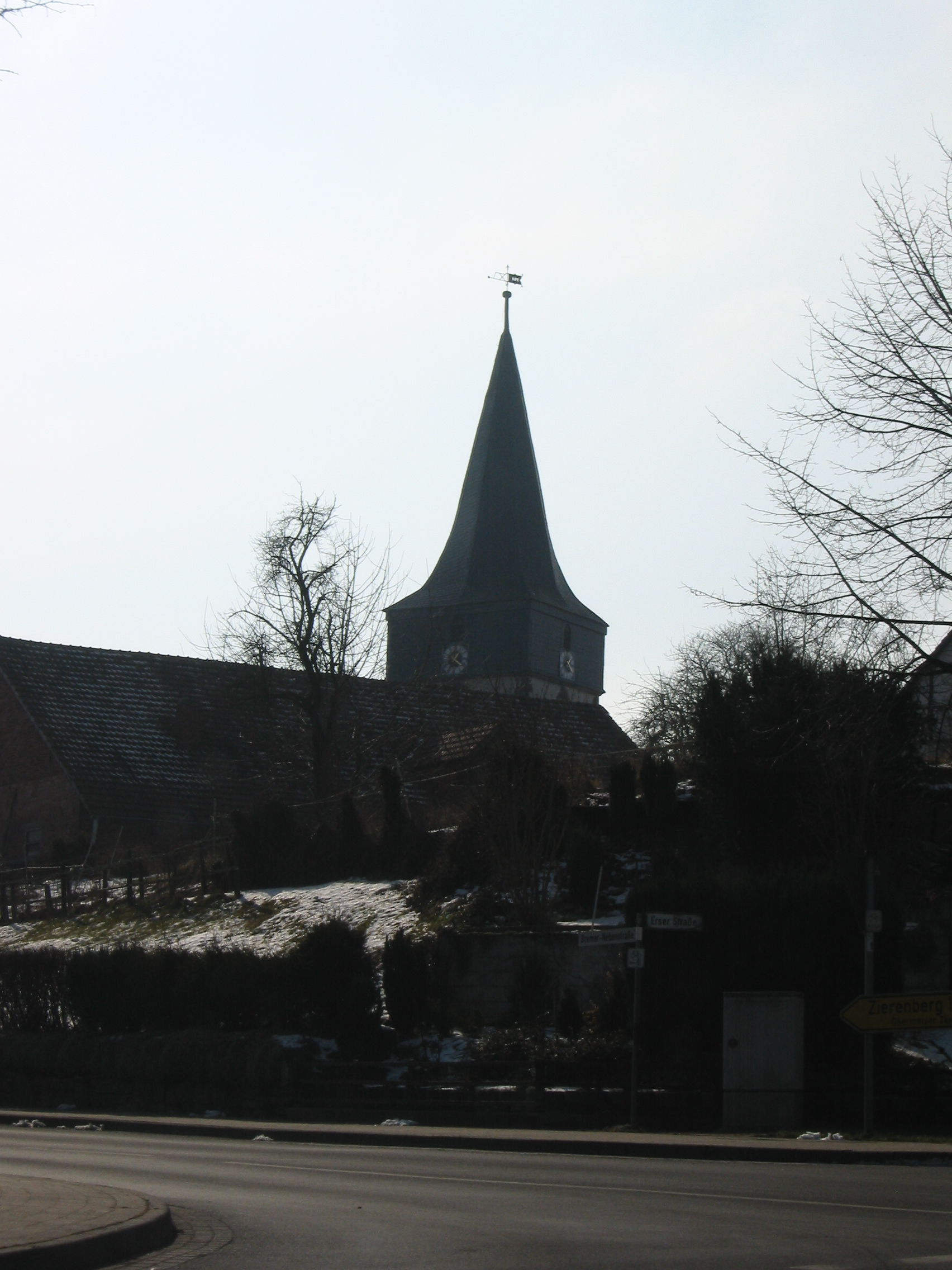
Либенау (Хессен)